# Stadtbad Dornbirn

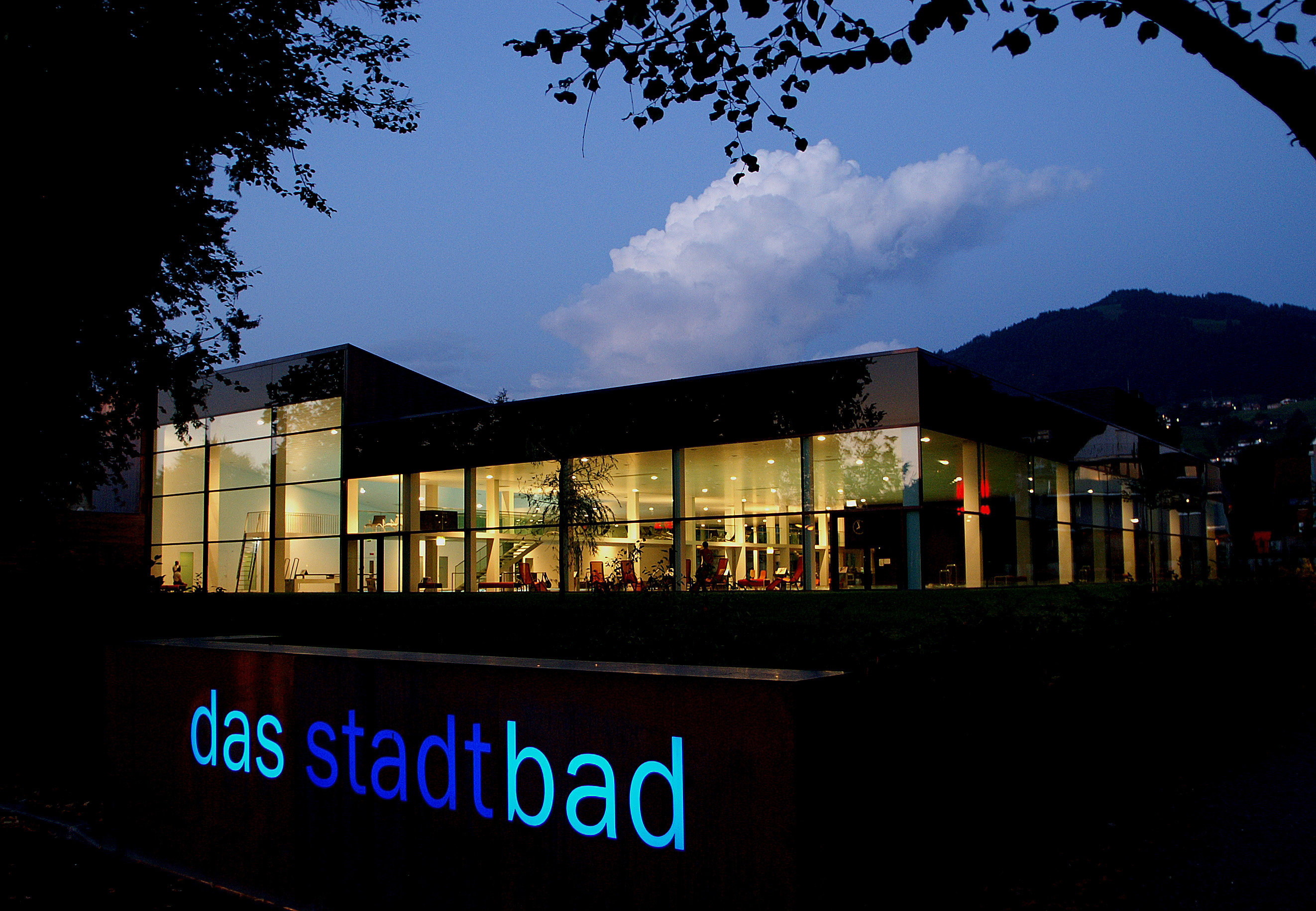
Stadtbad Dornbirn bei Nacht

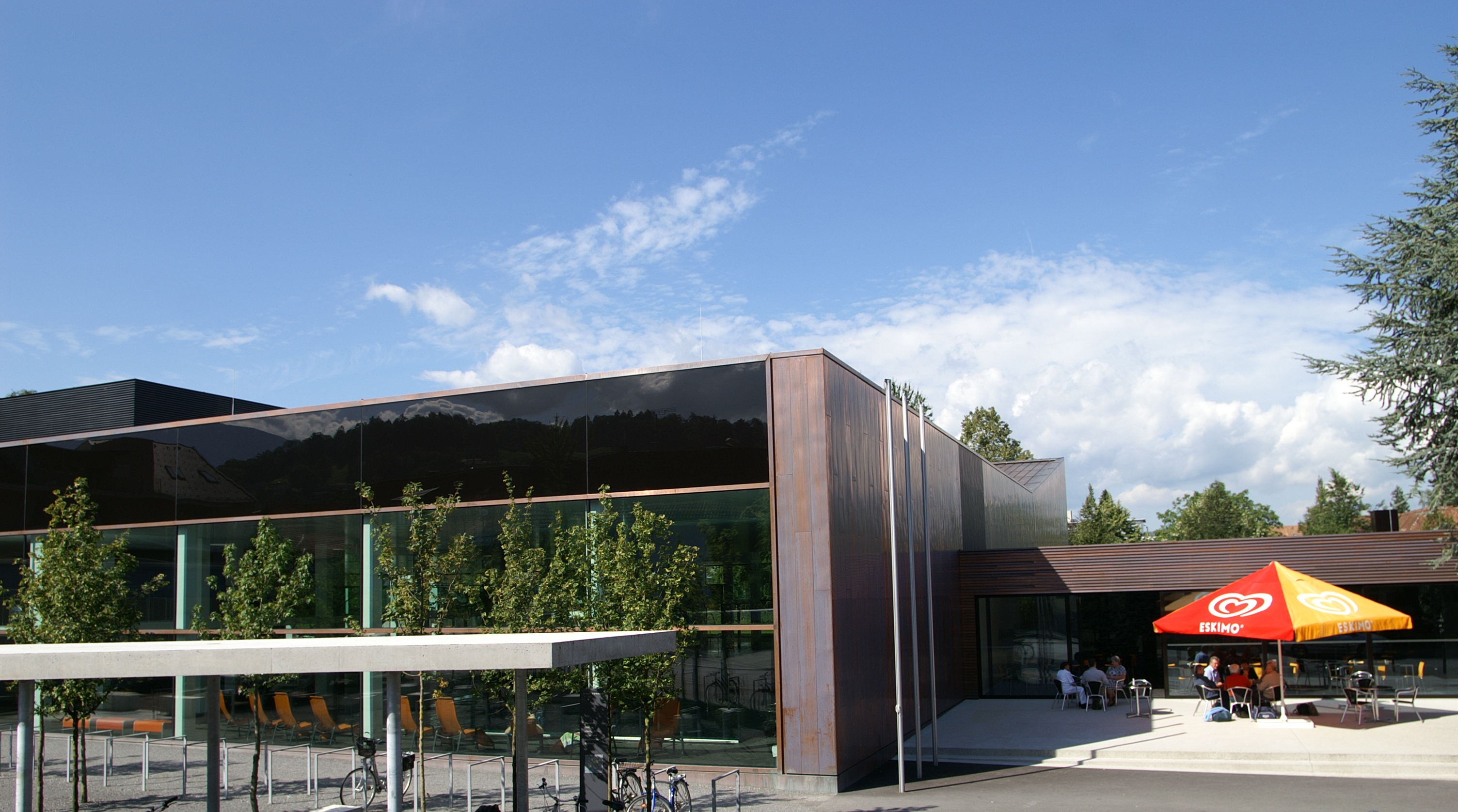
Ansicht des Stadtbads von der Schillerstraße aus

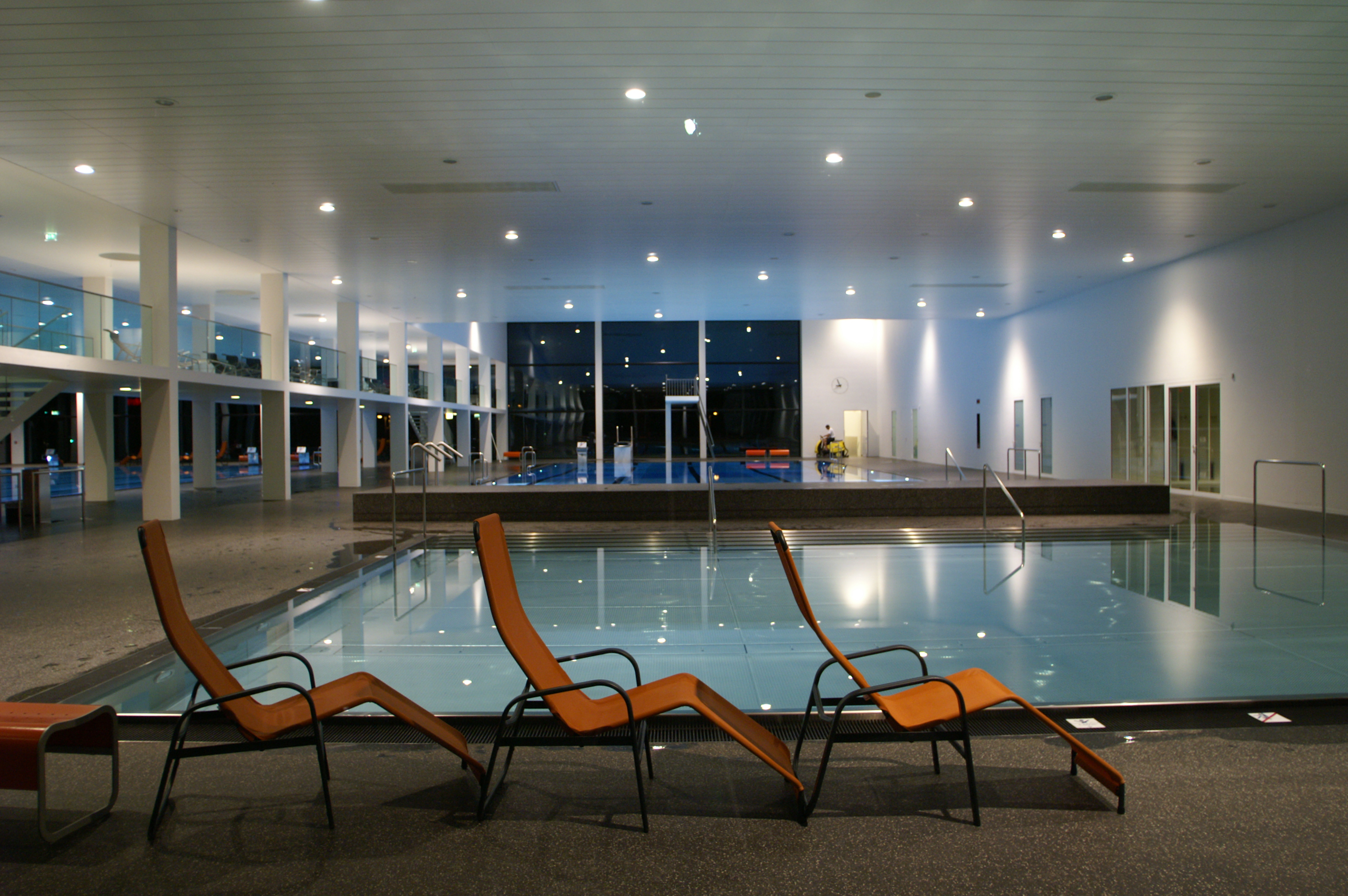
Innenanlagen des Stadtbads

Das Stadtbad Dornbirn (eigene Schreibweise das stadtbad) ist ein Hallenbad in der österreichischen Stadt Dornbirn. 
Das Bad entstand nach zweijähriger Bauzeit Ende 2005 aus der Generalsanierung des alten städtischen Hallenbads. Das neue Bad befindet sich im Besitz der Dornbirner Sport- und Freizeitbetriebe GmbH, einem Unternehmen der Stadt Dornbirn. Das Gebäude befindet sich an der Stadtstraße L190 im Stadtbezirk Markt.

## Einrichtung
Das Hallenbad verfügt über mehrere Schwimmbecken: Ein 24,7 × 12,2 m großes Mehrzweckbecken, ein 25 × 16,66 m großes Sportbecken, ein 9 × 11,7 m großes Nichtschwimmerbecken und einen Kleinkinderpool. Zusätzlich gibt es eine 46 m lange Röhrenrutsche mit einer Höhe von 7 Metern und Wasser-, Licht- und Soundeffekten sowie einen Sprungturm und ein Sprungbrett. Daneben stehen eine Saunalandschaft, ein Massage- und ein Gastronomiebereich zur Verfügung. In den Sommermonaten schließt das Stadtbad einen Monat lang, während dieser Zeit kann unter anderem das Waldbad Enz genutzt werden.

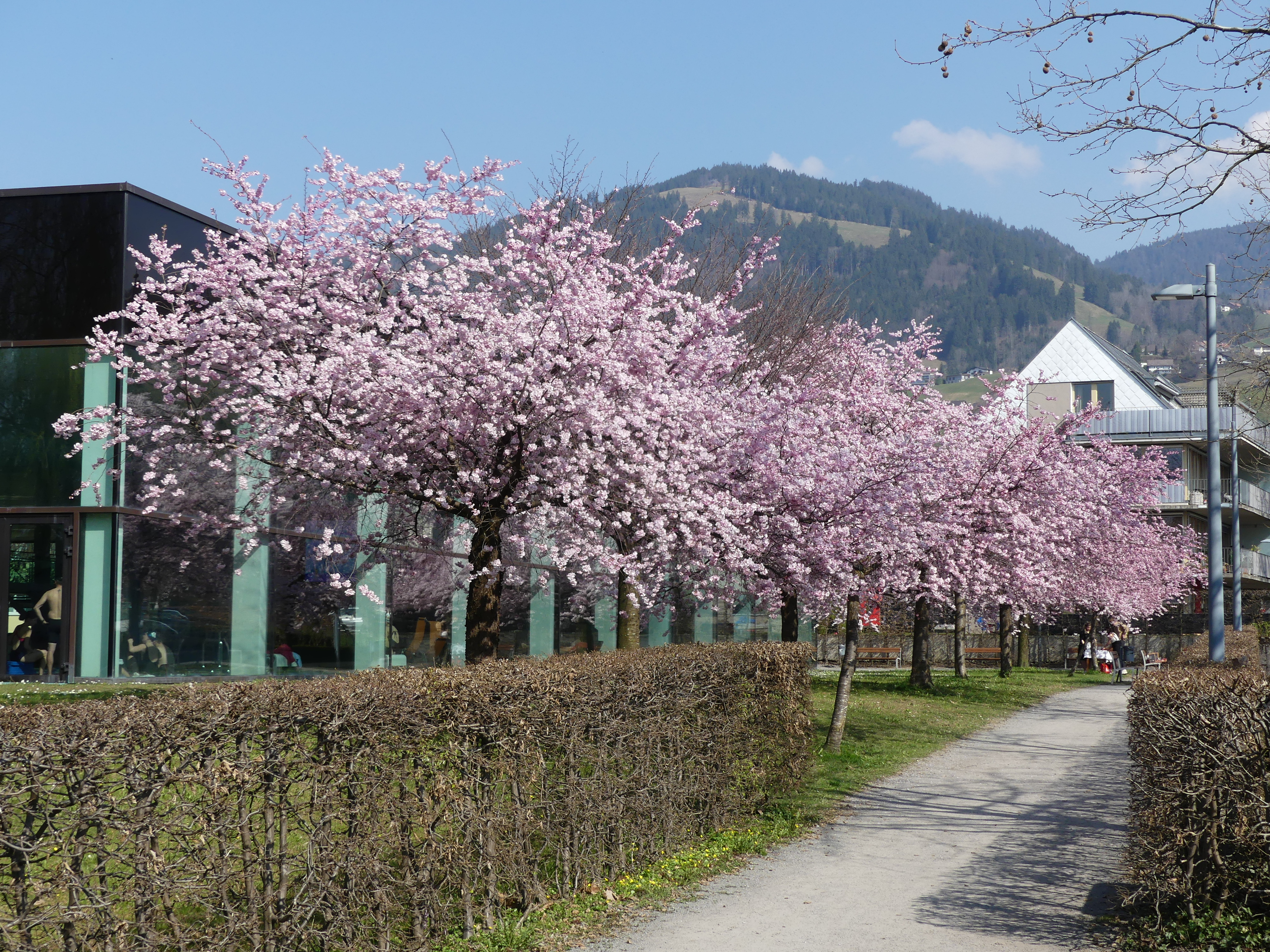
Kirschblüte an der Südseite des Gebäudes

An der Südseite des Gebäudes steht eine Reihe von Japanischen Blütenkirschen (Prunus serrulata Kanzan).

## Geschichte

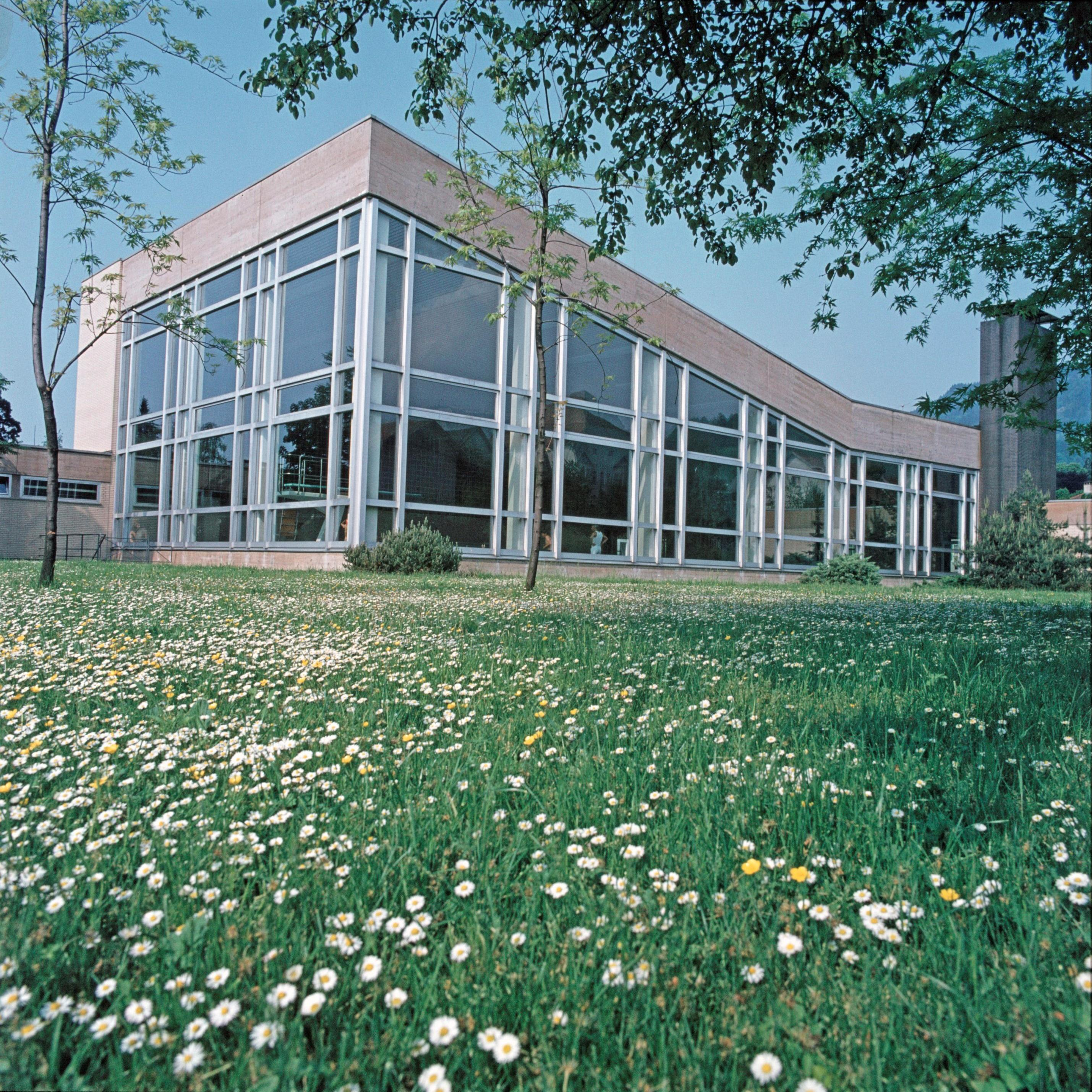
Das Hallenbad Dornbirn im Jahr 1974

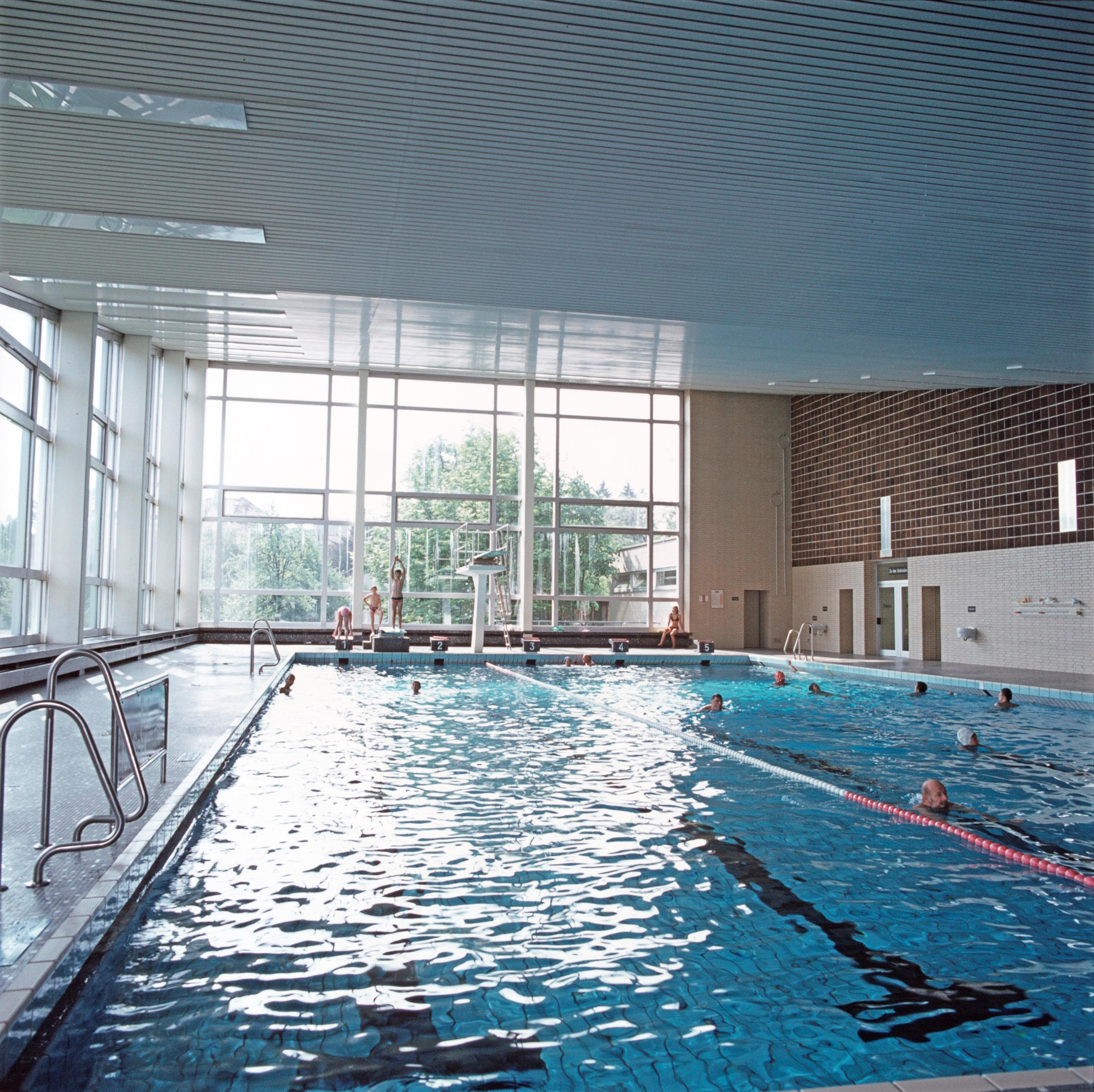
Innenansicht des alten Hallenbads aus dem Jahr 1974

Im Jahr 1967 wurde mit dem Bau des ersten kommunalen Hallenbads Vorarlbergs in Dornbirn begonnen. Bereits zwei Jahre später, am 20. September 1969 konnte Bürgermeister Karl Bohle das Gebäude feierlich seiner Bestimmung übergeben. In diesen ersten Bau des Hallenbads waren insgesamt rund 30 Millionen Schilling (etwa 2,2 Millionen Euro) investiert worden. Bei der Eröffnung sprach der Bürgermeister die historischen Worte:
„Die fortschrittlich denkende Stadtverwaltung war der Meinung, dass diese gewiss hohen Auslagen im Interesse der Gesunderhaltung der Bevölkerung, welcher gerade im Zeitalter der fortschreitenden Technisierung und Motorisierung mit der dauernden Hast und Unrast erhöhte Bedeutung zukommt, durchaus gerechtfertigt seien.“
Nachdem der erste Ansturm begeisterter Bürger abgeklungen war und auch andere Gemeinden im Bundesland eigene öffentliche Hallenbäder errichtet hatten, pendelten sich die Besucherzahlen bei etwa 130.000 im Jahr ein. Seit der Eröffnung wurden so bislang etwa 5,4 Millionen Besucher gezählt. Der Neubau des Schwimmbads in den Jahren 2004/05 wurde vom Architekturbüro cukrowicz.nachbaur in Bregenz geplant und ausgeführt. Im Stadtbad Dornbirn wurden 2007 die österreichischen Staatsmeisterschaften im Schwimmen ausgetragen. Im Jahr 2008 wurden das Architekturbüro und die Stadt Dornbirn für den Neubau des Stadtbads mit dem Staatspreis für Architektur für Tourismus und Freizeit ausgezeichnet. Das Geschäftsjahr 2012/2013 war für das Stadtbad Dornbirn mit etwa 185.000 Besuchern das mit Abstand erfolgreichste Jahr seit der Eröffnung des Hallenbads.